# PC Engine GT
Il PC Engine GT (versione giapponese) o TurboExpress (versione statunitense) è una console portatile prodotta dalla NEC nel tardo 1990. Derivata dalla console da tavolo PC Engine, ne possiede la stessa tecnologia interna e ne esegue gli stessi giochi, su un piccolo schermo LCD a colori. Ai suoi tempi era tecnologicamente molto avanzata, sebbene consumasse rapidamente le batterie.
Rispetto alla concorrenza, la console era ottima dal punto di vista della portatilità, per le piccole dimensioni sia dell'apparecchio sia delle cartucce HuCard, ma era anche molto costosa, ad esempio negli USA costava inizialmente 349$.
Nonostante il design accattivante, la grande potenza e l'enorme libreria di giochi (ereditata dal PC Engine), la console non fu un grosso successo commerciale. In compenso ha un posto di rilievo nella storia del videogioco portatile, in quanto a differenza della concorrenza puntò sulla massima qualità anziché sull'economicità. Solo molti anni dopo si fece qualcosa di simile con la PlayStation Portable, che cercava di offrire un'esperienza di poco inferiore alla PlayStation 2 da tavolo.

## Caratteristiche

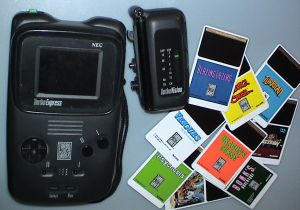
TurboExpress, TurboVision TV Tuner e diverse HuCard

Console portatile molto avanzata per i tempi, è in grado di eseguire i giochi del PC Engine memorizzati sulle cartucce HuCard, che per le loro ridotte dimensioni potevano essere agevolmente integrate in un dispositivo portatile. In uno schermo più piccolo di quello (monocromatico) del Game Boy, in risoluzione 400×270 pixel, con 512 colori (481 visibili contemporaneamente), la console è in grado di visualizzare 64 sprite in contemporanea, 16 per linea. La macchina è dotata di 8 kb di RAM e 64 kb di VRAM e di due CPU Hudson HuC6280 a 7,8 MHz in parallelo. Le batterie, sei pile stilo, hanno una durata di circa 3 ore di utilizzo, oppure era disponibile un alimentatore per collegarla alla rete elettrica.
In opzione si poteva acquistare TurboVision, un sintonizzatore per TV che trasforma la console in un piccolo televisore a colori portatile; la sigla GT sta infatti per "game & television".
Il modulo include un ingresso video e audio RCA per utilizzare la console come monitor.
Il TurboLink invece è un cavo che consente il collegamento con un'altra console per il gioco in multigiocatore, opzione sfruttata tra i primi da Bomberman. Altri accessori consentono il collegamento a videoregistratore, telecamera, presa accendisigari.
Un problema comune della console era la scarsa qualità dei capacitori che andavano facilmente in avaria, con conseguente indebolimento o perdita del sonoro.
La NEC lanciò successivamente una versione più stravagante della console, il PC Engine LT. Anch'esso equivale a un PC Engine, ma con portatilità più ridotta: con la forma che ricorda un computer portatile, ha uno schermo LCD più grande, da 4 pollici, e necessita del collegamento alla rete elettrica. Venne prodotto in piccole quantità.

## Videogiochi
I giochi utilizzabili sono esattamente gli stessi del PC Engine, ne uscirono quindi quasi 900.
Il maggior limite pratico tuttavia è nelle piccole dimensioni dello schermo; sebbene fosse un ottimo schermo rispetto alla concorrenza portatile, non rende bene con i giochi che hanno piccoli dettagli grafici, ad esempio i giochi di ruolo con finestrelle di testo o gli sparatutto veloci con tanti piccoli proiettili.
La rivista Retro Gamer fa una selezione di cinque "giochi essenziali" per il modello GT, adatti in particolare al suo piccolo schermo: Bonk's Adventure, Jackie Chan, Out Run, Splatterhouse, Space Harrier.